# Lake County, Oregon
Lake County är ett administrativt område i delstaten Oregon, USA. År 2010 hade countyt 7 895 invånare. Den administrativa huvudorten (county seat) är Lakeview. 

## Geografi
Enligt United States Census Bureau så har countyt en total area på 21 648 km². 21 071 km² av den arean är land och 577 km² är vatten. 

### Angränsande countyn
- Deschutes County, Oregon - nord
- Klamath County, Oregon - väst
- Harney County, Oregon - öst
- Modoc County, Kalifornien - syd
- Washoe County, Nevada - syd